# Coenonympha rischeri
Coenonympha rischeri är en fjärilsart som beskrevs av Kramlinger 1911/12. Coenonympha rischeri ingår i släktet Coenonympha och familjen praktfjärilar. Inga underarter finns listade i Catalogue of Life.